# Saint-Siméon (Charlevoix-Est)
Saint-Siméon est une municipalité du Québec située dans la MRC de Charlevoix-Est, dans la région administrative de la Capitale-Nationale. 

## Toponymie
Son nom fait référence à Siméon de Jérusalem.

## Histoire
La municipalité a été formée en 1869 en se détachant de Saint-Fidèle-de-Mont-Murray (maintenant intégrée à La Malbaie). 
En 1949 et jusqu'en 1953, il y eut dans le hameau de Port-aux-Quilles, une mine ayant des gisements de potassium, columbium, tantalum et plusieurs autres minerais. Elle était gérée par la Québec Uranium corporation. 
À partir de 1940, le village deviendra une plaque tournante des axes de communication du nord du Québec avec une liaison régulière par traversier vers Rivière-du-Loup. 
En 1911, le noyau central du village et la paroisse se séparent, comme il était courant de le faire à cette époque, pour ensuite se refusionner en 2001.
En 1961, Saint-Siméon comptait 1860 habitants. Avec la fermeture de plusieurs industries du secteur de la pêche, du cabotage, du bois et de l’agriculture, la population n’a cessé de décroitre. D’autres commerces ont aussi fermé, notamment des épiceries et une caisse.

## Géographie

### Hameaux et lieux-dits
Les hameaux de Port-au-Persil, Rivière-Noire, Baie-des-Rochers et Port-aux-Quilles font partie de la municipalité.

#### Port-au-Persil
|  |

Port-au-Persil est un hameau situé sur le territoire de la municipalité de Saint-Siméon.
Baptisée par Samuel de Champlain, la localité fut fondée par Neil McLaren, un immigrant écossais, à la fin du XIXe siècle. Elle compte aujourd'hui une centaine d'habitants.

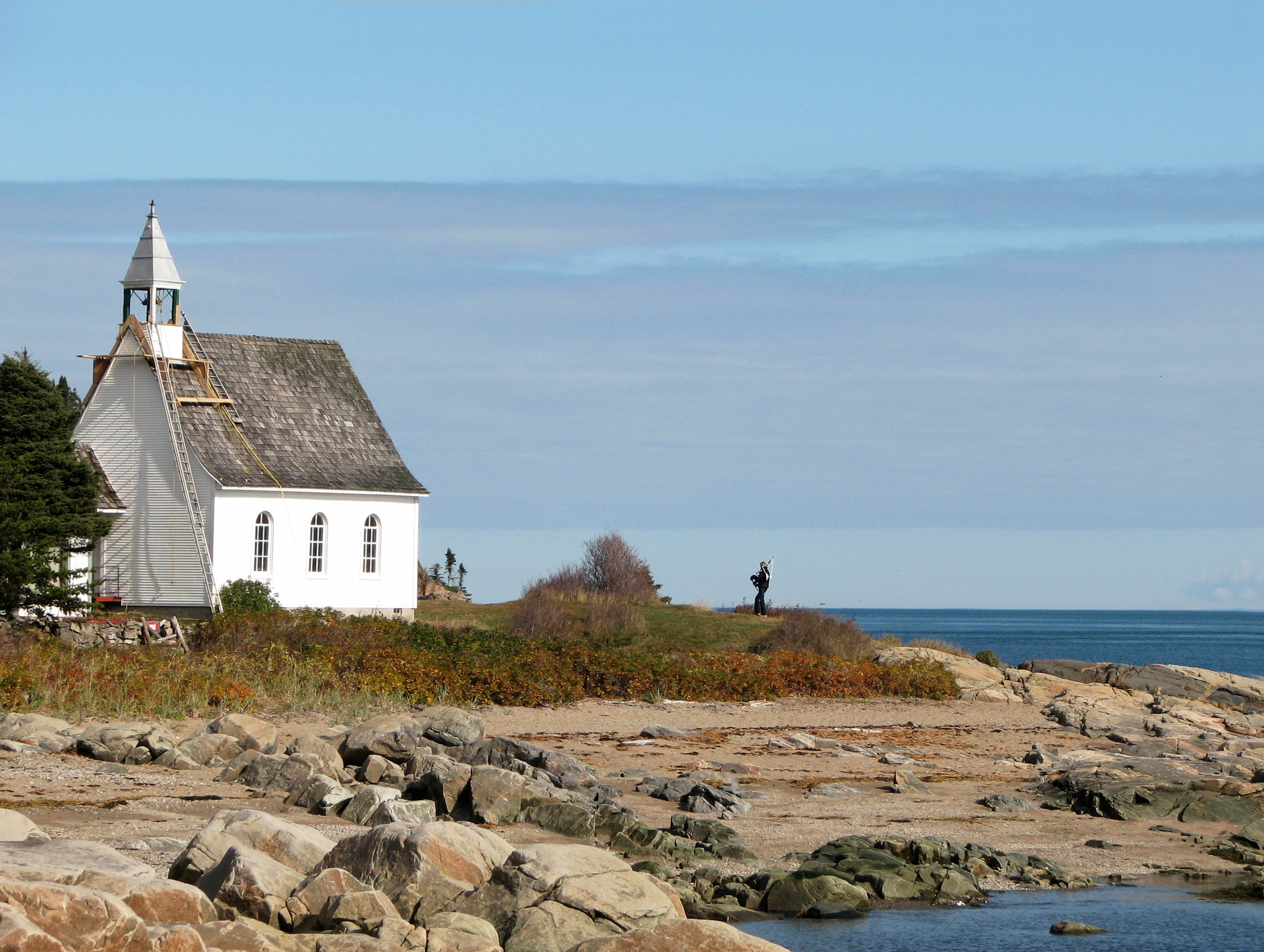
La chapelle de Port-au-Persil, au bord du fleuve Saint-Laurent.
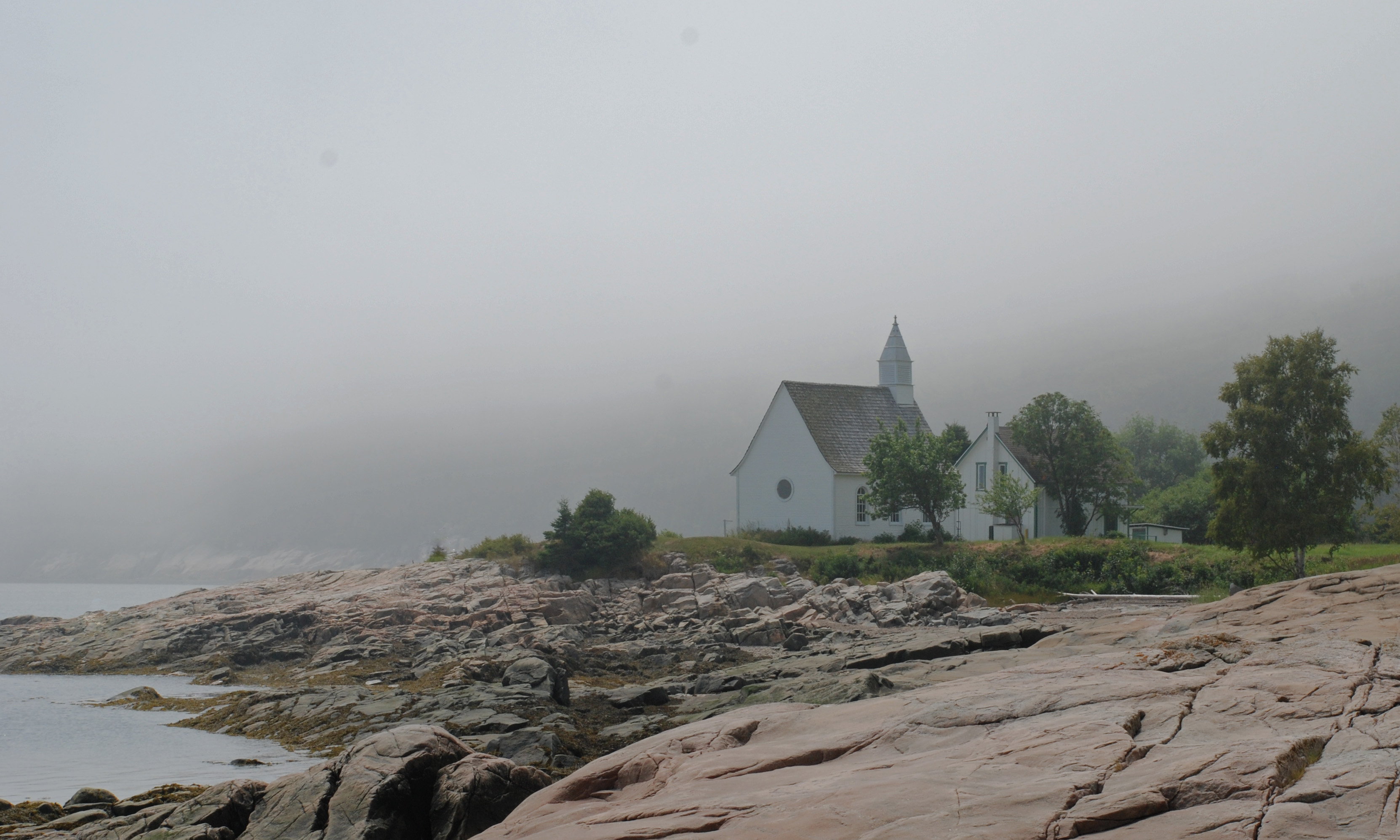
Chapelle de Port-au-persil par un matin brumeux.

La chapelle protestante en bois blanc de Port-au-Persil a été construite par John McLaren, pasteur presbytérien et fils de Neil, en 1893, au bord de l'eau. C'est une propriété privée.

### Hydrographie
La rivière Noire traverse la municipalité du nord-ouest vers le sud-est jusqu'à son embouchure dans l'estuaire du Saint-Laurent.
La rivière Noire Sud-Ouest y coule du nord-ouest vers le nord jusqu'à sa confluence avec la rivière Noire.
À partir du lac du Port aux Quilles, dans le centre-nord, la rivière du Port aux Quilles jusqu'à son embouchure dans l'estuaire.
À partir du lac de la Baie des Rochers, dans le nord-est, la rivière de la Baie des Rochers coule vers l'est jusqu'à jusqu'à son embouchure dans la baie des Rochers.
Le lac aux Canards, sur la limite nord-ouest de la municipalité, se déverse dans la rivière aux Canards.

### Transport
Saint-Siméon est le terminus ouest d'un traversier exploité en partenariat avec la Société des traversiers du Québec qui fait la navette avec Rivière-du-Loup sur la rive sud du Saint-Laurent. 

## Démographie
| 2001  | 2006  | 2011  | 2016  | 2021  |
| ----- | ----- | ----- | ----- | ----- |
| 1 452 | 1 360 | 1 300 | 1 227 | 1 227 |

## Administration
Les élections municipales se font en bloc et suivant un découpage de six districts.
| Saint-Siméon Maires depuis 2001                                                                                      |                  |         |          |
| Élection | Maire            | Qualité | Résultat |
| 2001 | Pierre Asselin   |         | Voir     |
| 2005 | Pierre Asselin   | Voir    |          |
| 2009 | Sylvain Tremblay |         | Voir     |
| 2013 | Sylvain Tremblay | Voir    |          |
| 2017 | Sylvain Tremblay | Voir    |          |
| 2021 | Sylvain Tremblay | Voir    |          |
| Élection partielle en italique Depuis 2005, les élections sont simultanées dans toutes les municipalités québécoises |                  |         |          |

## Tourisme
La randonnée en forêt, l'escalade en montagne au centre « Les Palissades », l'observation des baleines et la pêche à l'éperlan sont les principales activités pratiquées à Saint-Siméon. 
Le 7 octobre 2024, le gouvernement Legault a confirmé la création de trois nouveaux parcs nationaux, dont le parc de la Côte-de-Charlevois à Saint-Siméon. Géré par la SEPAC, ce futur parc devrait offrir des sentiers de randonnée et de l’hébergement notamment .  

## Personnalités
- Edmour Carré, né à Port-au-Persil en 1933, ancien gardien de phare de Cap-au-Saumon.
- Alex Perron, humoriste, animateur et acteur québécois né à Port-au-Persil le 23 avril 1971.